# Saint-Coutant-le-Grand
Saint-Coutant-le-Grand är en kommun i departementet Charente-Maritime i regionen Nouvelle-Aquitaine i västra Frankrike. Kommunen ligger  i kantonen Tonnay-Charente som ligger i arrondissementet Rochefort. År 2022 hade Saint-Coutant-le-Grand 416 invånare.

## Befolkningsutveckling
Antalet invånare i kommunen Saint-Coutant-le-Grand
Referens:INSEE